# Glory Box
Glory Box est un single du groupe de trip hop Portishead sorti le 2 janvier 1995, extrait de l'album Dummy.
Portishead utilise un sample de la chanson Ike's Rap II d'Isaac Hayes comme base sonore.

## Cinéma et télévision
On peut entendre ce morceau dans les films suivants :
- Beauté volée (1996)
- Chacun cherche son chat (1996)
- Dangereuse Alliance (1996)
- B. Monkey (1998)
- Tout pour plaire (2005)
- Lord of War (2005)
- Le Transporteur 3 (2008)
- Wild (2014)
- The Voyeurs (2021)

Cette chanson a également été interprétée par John Martyn en 1998, version que l'on peut entendre dans le film Colombiana d'Olivier Megaton sorti en 2011. Elle a fait également l'objet d'une reprise par le chanteuse belgo-camerounaise Lubiana.
On peut entendre également le morceau dans des épisodes de séries TV comme Les Experts (Chaos Theory), Daria (Pinch Sitter) ou encore American Horror Story, Lucifer et Un meurtre au bout du monde (2023).

## Publicités
Le morceau a été utilisé dans des spots publicitaires pour le jean Levi's 501, à travers le monde. En France, il a été également utilisé dans une pub télévisée pour le lait Candia, pour des pubs pour des marques de parfum (Champs Elysées de Guerlain (1996) puis l'Extase de Nina Ricci (2015)) et aussi pour une pub pour Renault (2002).